# Alessandria Challenger 2011
L'Alessandria Challenger 2011 è stato un torneo professionistico di tennis maschile giocato sulla terra rossa. È stata la 4ª edizione del torneo, che fa parte dell'ATP Challenger Tour nell'ambito dell'ATP Challenger Tour 2011. Si è giocato ad Alessandria in Italia dal 23 al 29 maggio 2011.

## Partecipanti

### Teste di serie
| Nazionalità | Giocatore              | Ranking* | Testa di serie |
| ----------- | ---------------------- | -------- | -------------- |
| Argentina   | Diego Junqueira        | 105      | 1              |
| Brasile     | João Souza             | 128      | 2              |
| Italia      | Paolo Lorenzi          | 131      | 3              |
| Austria     | Martin Fischer         | 139      | 4              |
| Cile        | Paul Capdeville        | 141      | 5              |
| Brasile     | Rogério Dutra da Silva | 142      | 6              |
| Italia      | Alessio di Mauro       | 151      | 7              |
| Slovenia    | Grega Žemlja           | 156      | 8              |

- Ranking al 16 maggio 2011.

### Altri partecipanti
Giocatori che hanno ricevuto una wild card:
- Serhij Bubka
- Alessandro Giannessi
- Gianluca Naso
- Matteo Trevisan

Giocatori che sono entrati come alternate:
- Ruben Bemelmans

Giocatori che hanno ricevuto uno special exempt:
- Pablo Carreño Busta

Giocatori che sono passati dalle qualificazioni:
- Evgenij Korolëv
- Iván Navarro
- Peter Polansky
- Jesse Witten

## Campioni

### Singolare
Pablo Carreño Busta ha battuto in finale  Roberto Bautista Agut, 3–6, 6–3, 7–5

### Doppio
Martin Fischer /  Philipp Oswald hanno battuto in finale  Jeff Coetzee /  Andreas Siljeström, 6(5)–7, 7–5, [10–6]